# Canadian Museum of Flight

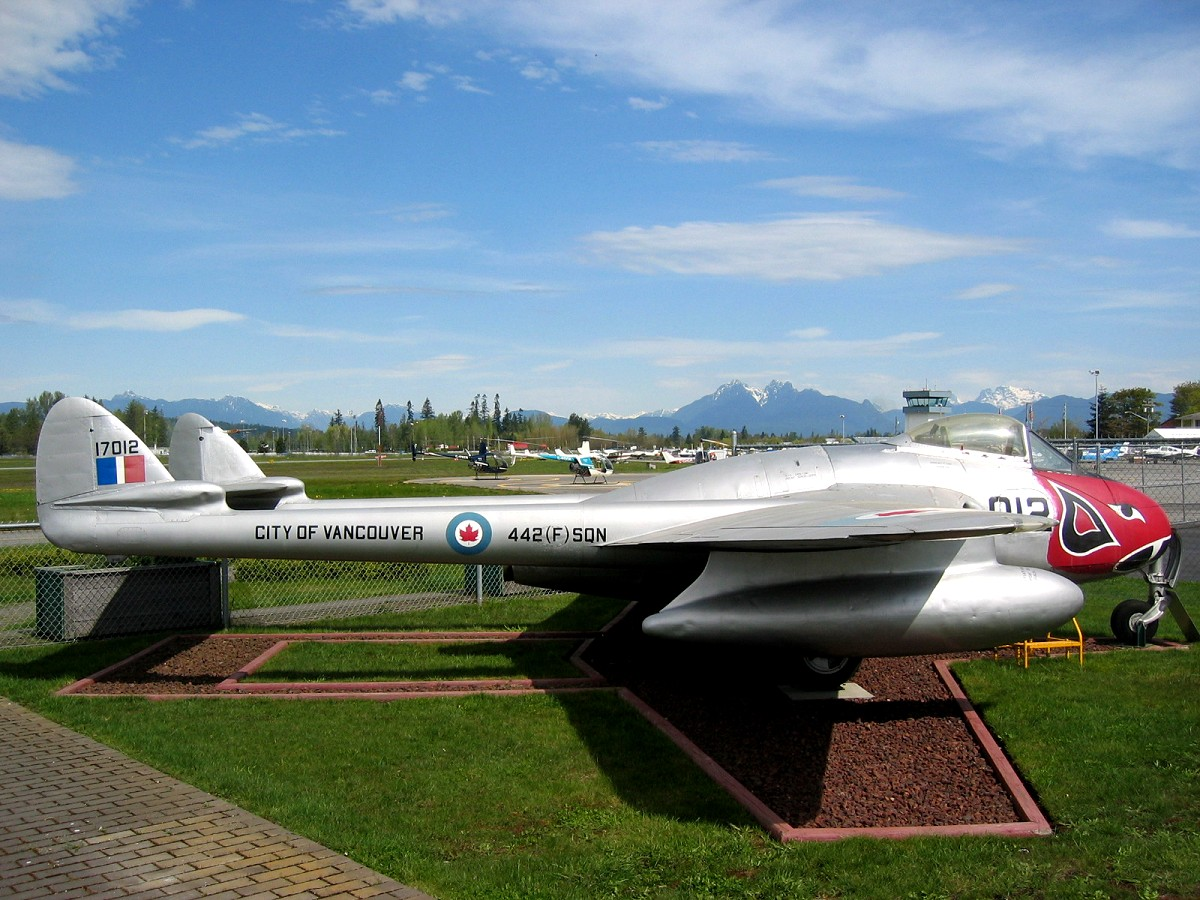
De Havilland DH100 Vampire Mk.3 de la collection du Canadian Museum of Flight.

Le Canadian Museum of Flight (musée canadien du vol) est un musée de l'aviation situé à l'aéroport régional de Langley, à Langley, Colombie-Britannique au Canada. Le musée possède une collection de plus de 25 appareils civils ou militaires, six d'entre eux étant maintenus en état de vol. Le musée abrite également une collection de peintures sur l'aviation et divers autres objets (siège éjectable, etc.)

## Appareils exposés
Liste des appareils exposés :
- Avro Canada CF-100 Canuck Mk.3B
- Beechcraft 3NMT Expeditor (C-45)
- Bowlus Bumblebee BB1
- Canadair (Lockheed) T-33AN Silver Star
- Canadair CT-114 Tutor
- Canadian Quickie 1 (construction amateur)
- Douglas DC-3 "CF-PWH" "Spirit of the Skeena"
- De Havilland DH100 Vampire Mk3
- De Havilland DH82C Tiger Moth (en état de vol)
- Fleet 16B Finch MkII  (en état de vol)
- Handley Page Hampden
- Lockheed CF-104D Starfighter
- North American Harvard Mk IIB (en état de vol)
- Mignet "Pou du Ciel"
- Royal Aircraft Factory S.E.5a (réplique au 7/8) (en état de vol)
- Sikorsky S-55
- Sopwith Camel (réplique)
- Struchen Ultralight Helicopter
- Waco AQC-6 (en état de vol)
- Waco INF (en état de vol)
- Westland Lysander Mk III